# Lamb (2021)
Lamb (engl. für „Lamm“, Originaltitel Dýrið „das Tier“) ist ein Horror-Mystery-Drama von Valdimar Jóhannsson, das im Juli 2021 bei den Internationalen Filmfestspielen von Cannes seine Premiere feierte und im September 2021 in die isländischen Kinos kam. Lamb wurde von Island als Beitrag für die Oscarverleihung 2022 in der Kategorie Bester Internationaler Film eingereicht.

## Handlung
Maria und Ingvar leben in Zweisamkeit ein einfaches Leben als Bauern auf einer abgelegenen Farm in Island, wo sie sich vor allem um eine Schafherde kümmern. Ein Hütehund hilft ihnen bei der Arbeit. Die Haupthandlung ist in drei Kapitel gegliedert, die durch Zwischentitel angezeigt werden.

### Kapitel I
In der Lammzeit wird neben etlichen normalen Lämmern auch ein besonders großes geboren, das die beiden Menschen aus zunächst nicht gezeigtem Grund in höchstes Erstaunen versetzt. Sie nehmen dieses Lamm mit in die Wohnung, säugen es mit der Flasche, lassen es in Wolldecken eingewickelt in einem Waschzuber am Fenster schlafen und behandeln es schon bald wie eine kleine Tochter, der sie den Namen Ada geben. Das Mutterschaf vermisst sein Lamm und steht oft blökend außen vor Adas Fenster. Als die Menschen Ada eines Tages erst nach langer Suche im Freien bei ihrer Mutter finden, will Maria das Mutterschaf aus Eifersucht davonjagen, hat jedoch keinen Erfolg. Erst jetzt ist zu sehen, dass Ada ein Mischwesen ist; ihr Kopf und der rechte Arm sind Schaf, ansonsten hat sie einen Menschenkörper. Sie spricht im ganzen Film kein Wort.

### Kapitel II
Das Zusammenleben mit ihrem ungewöhnlichen Kind ist für Maria und Ingvar normal geworden. Maria erträgt die fordernde Anwesenheit des Mutterschafs nicht mehr, sie erschießt und vergräbt es. Dabei wird sie von Ingvars Bruder Pétur beobachtet, der kurz zuvor verschuldet im Hochland ausgesetzt wurde und Unterkunft benötigt. Sie gewähren ihm Gastrecht. Schon bald versucht Pétur sich an Maria heranzumachen. Ada dagegen betrachtet er als Tier, macht sich über sie lustig und nimmt sich sogar einmal vor, sie zu töten. Doch dann scheint er sich mit ihr anzufreunden.

### Kapitel III
Maria besucht mit Ada das Grab einer anderen Ada Ingvarsdóttir, um die auch Ingvar auf seine Weise trauert. Obwohl Ada nichts äußert, ist sie ins Leben auf der Farm voll eingebunden und verhält sich wie ein menschliches Kind. Eines Tages sieht sie eine unbekannte Gestalt auf der Farm erscheinen, die offenbar den Hund tötet und dann wieder verschwindet. Die Erwachsenen amüsieren sich derweil im Haus. Pétur macht Ingvar betrunken und droht Maria, er werde Ada sagen, wer ihre leibliche Mutter getötet hat. Zum Schein lässt sich Maria auf seine Zudringlichkeiten ein, sperrt ihn dann aber in eine Kammer.
Am nächsten Morgen bringt Maria Pétur zur Bushaltestelle, während Ingvar noch schläft. Während sie unterwegs ist, versuchen Ingvar und Ada den liegengebliebenen Traktor zu reparieren. Auf ihrem Heimweg werden sie von einer mysteriösen Gestalt überrascht, einem Mischwesen aus einem Bock und einem Menschen. Es schießt Ingvar nieder und nimmt die widerstrebende Ada mit sich. Maria, gerade heimgekehrt, hört die Schüsse und eilt hinzu. Ingvar stirbt in ihren Armen, ohne ihr sagen zu können, was geschehen ist, so dass Maria verstört zurückbleibt.

## Produktion

### Regie und Drehbuch

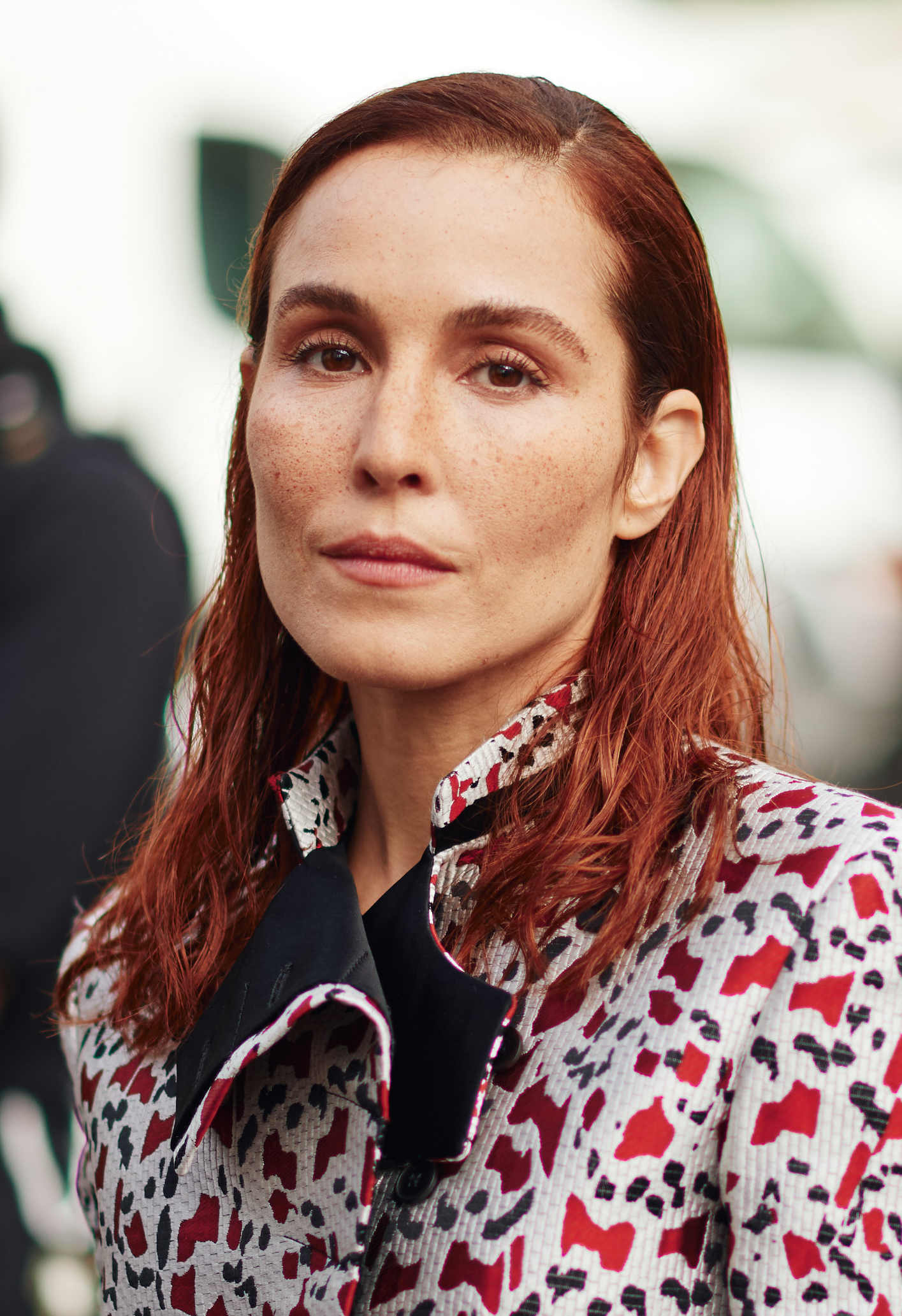
Noomi Rapace spielt Maria

Regie führte Valdimar Jóhannsson, der gemeinsam mit Sjón auch das Drehbuch schrieb. Es handelt sich um das Spielfilmdebüt des Isländers. Valdimar Jóhannsson wurde 1978 im Norden Islands geboren. Seine Großeltern waren Schafzüchter, und bei ihnen verbrachte er einen Großteil seiner Kindheit, weil sie früher in der Nähe wohnten. Sein Co-Autor Sjón wurde insbesondere durch seine Liedtexte für Björk, unter anderem für Lars von Triers Film Dancer in the Dark, bekannt. Die beiden hatten so wenige Dialoge wie möglich für Lamb verwenden wollen.

### Besetzung, Dreharbeiten und Synchronisation
Noomi Rapace und Hilmir Snær Guðnason spielen in den Hauptrollen das kinderlose Ehepaar Maria und Ingvar. Für Rapace ist es die erste Filmrolle, in der sie Isländisch spricht. Sie hatte die Sprache in ihrer Kindheit gelernt, als sie und ihre Familie dort lebten. Die Dreharbeiten fanden ebenfalls in Island statt, auf einem Bauernhof namens Flaga im Norden des Landes. Als Kameramann fungierte Eli Arenson.
Die deutsche Synchronisation entstand nach einem Dialogbuch von Martin Schowanek und der Dialogregie von Wolfgang Ziffer im Auftrag der Cinephon Filmproduktions GmbH, Berlin. Sandra Schwittau leiht in der deutschen Fassung Rapace in der Rolle von Maria und Tobias Kluckert Hilmir Snær Guðnason in der Rolle von Ingvar seine Stimme. Armin Schlagwein spricht Pétur.

### Filmmusik und Veröffentlichung
Die Filmmusik komponierte Þórarinn Guðnason. Es handelt sich um die erste Arbeit für einen Film des aus Reykjavík stammenden Komponisten und Gitarristen. Für den Film Joker, zu dem seine Schwester Hildur Guðnadóttir die Musik beisteuerte, war er als Arrangeur und deren Assistent tätig. Þórarinn Guðnason studierte klassische Komposition an der Iceland University of the Arts. Das Soundtrack-Album mit insgesamt 12 Musikstücken wurde am 15. Oktober 2021 von Milan Records als Download veröffentlicht.
Die Premiere erfolgte am 13. Juli 2021 bei den Internationalen Filmfestspielen von Cannes, wo der Film in der Reihe Un Certain Regard gezeigt wurde. Im Vorfeld erwarb A24 die Rechte am Film. Zu dieser Zeit wurde auch der erste Trailer vorgestellt. Im August 2021 wurde er beim New Horizons International Film Festival (auch Polish Days), beim Internationalen Filmfestival Karlovy Vary und beim Zurich Film Festival gezeigt. Am 24. September 2021 kam der Film in die isländischen Kinos. Ebenfalls im September 2021 feierte der Film beim Polnischen Filmfestival Gdynia seine Polenpremiere. Am 25. September 2021 feierte er beim Fantastic Fest seine US-Premiere, bevor er dort am 8. Oktober 2021 in ausgewählte Kinos kam. Im Oktober 2021 wurde er auch beim Sitges Film Festival vorgestellt. Die Deutschlandpremiere erfolgte beim Fantasy Filmfest, wo er im Oktober und November 2021 gezeigt wurde. Ebenfalls im Oktober 2021 wurde er beim Film Festival Cologne vorgestellt. Anfang November 2021 wird er bei den Nordischen Filmtage Lübeck gezeigt. Der Kinostart in Deutschland erfolgte am 6. Januar 2022. Am 28. April 2022 wurde er in Deutschland auf Blu-ray veröffentlicht. Im August 2022 wurde er beim Hong Kong International Film Festival gezeigt.

## Rezeption

### Kritiken
Der Film konnte 86 Prozent der bei Rotten Tomatoes aufgeführten Kritiker überzeugen.

### Auszeichnungen (Auswahl)
Lamb wurde von Island als Beitrag für die Oscarverleihung 2022 in der Kategorie Bester Internationaler Film eingereicht und im Dezember 2021 in eine Shortlist in dieser Kategorie aufgenommen. Im Folgenden eine Auswahl weiterer Auszeichnungen und Nominierungen.
Cairo International Film Festival 2021
- Nominierung für den Arab Film Critics’ Award for European Films[17]

Edda 2022
- Auszeichnung als Bester Film (Valdimar Jóhannsson)
- Auszeichnung für die Beste Regie (Valdimar Jóhannsson)
- Auszeichnung für das Beste Drehbuch (Valdimar Jóhannsson und Sjón)
- Auszeichnung als Bester Hauptdarsteller (Hilmir Snær Guðnason)
- Auszeichnung als Bester Nebendarsteller (Björn Hlynur Haraldsson)
- Auszeichnung für die Beste Kamera (Eli Arenson)
- Auszeichnung für den Besten Filmschnitt (Agnieszka Glinska)
- Auszeichnung für das Beste Szenenbild (Snorri Freyr Hilmarsson)
- Auszeichnung für die Besten Kostüme (Margrét Einarsdóttir)
- Auszeichnung für die Besten Spezialeffekte (Frederik Nord und Peter Hjorth)
- Auszeichnung für den Besten Ton (Ingvar Lundberg und Björn Viktorsson)
- Auszeichnung für die Beste Filmmusik (Þórarinn Guðnason)[18]

Europäischer Filmpreis 2021
- Nominierung als Europäische Entdeckung – FIPRESCI-Preis (Valdimar Jóhannsson)
- Nominierung für den FIPRESCI-Preis (Valdimar Jóhannsson)
- Auszeichnung für die Besten visuellen Effekte (Peter Hjorth und Fredrik Nord)[19]

Fantasy Filmfest 2021
- Nominierung für den Fresh Blood Award[20]

Filmpreis des Nordischen Rates 2022
- Auszeichnung als Bester Film[21]

Göteborg International Film Festival 2022
- Nominierung im Nordic Competition[22]

Internationale Filmfestspiele von Cannes 2021
- Nominierung in der Sektion „Un Certain Regard“ (Valdimar Jóhannsson)
- Auszeichnung mit dem Preis für Originalität in der Sektion „Un Certain Regard“ (Valdimar Jóhannsson)
- Nominierung für die Caméra d’Or (Valdimar Jóhannsson)

National Board of Review Awards 2021
- Aufnahme in die Top Ten der fremdsprachigen Filme[23]

Nordische Filmtage Lübeck 2021
- Nominierung im Wettbewerb Spielfilme

Palm Springs International Film Festival 2022
- Nominierung für den FIPRESCI-Preis als Bester fremdsprachiger Film[24]

Sitges Film Festival 2021
- Auszeichnung als Bester Spielfilm
- Auszeichnung als Beste Schauspielerin (Noomi Rapace)
- Auszeichnung mit dem Citizen Kane Award for Best New Direction (Valdimar Johánnsson)[25][26]

Sunset Circle Awards 2021
- Nominierung als Bester Horrorfilm[27]

Zurich Film Festival 2021
- Nominierung für das Goldene Auge (Valdimar Jóhannsson)[28]